# The Eye of the Storm (documentaire)
The Eye of the Storm is een Amerikaanse tv-documentaire uit 1970, geregisseerd door de journalist William Peters. In de documentaire volgt Peters het experiment van Jane Elliott in het verdelen van een anders zo saamhorige groep schoolkinderen aan de hand van hun oogkleur. Deze documentaire werd opgevolgd door A Class Divided, een aflevering van Frontline waarin delen uit Eye of the Storm is verweven met nieuw filmmateriaal van de inmiddels volwassen kinderen.